# Ti amo...
Ti amo..., pubblicato nel 2006, è una raccolta della cantante italiana Mina.
La copertina è ispirata alla pop art dell'artista Roy Lichtenstein.
Nel 2012, questa raccolta è stata rimossa dalla discografia sul sito ufficiale minamazzini.com.

## Tracce
1. Fragile – 3:41 (testo: Gennaro Parlato – musica: Gennaro Parlato, Leonardo Abbate, Tiziano Borghi; edizioni musicali GSU) – Tratta da Bula Bula (2005)
2. Noi soli insieme – 4:38 (testo: Alberto Salerno – musica: Mauro Culotta; edizioni musicali EMI Music Publishing Italia Srl) – Tratta da Leggera (1997)
3. Dove sarai – 3:40 (Antonio Elia, Nicolò Fragile; edizioni musicali GSU / One Cent) – Tratta da Bula Bula (2005)
4. Io sarò con te – 4:59 (Maurizio Morante; edizioni musicali GSU / RTI Music) – Tratta da Cremona (1996)
5. Portati via – 3:57 (Stefano Borgia; edizioni musicali GSU) – Tratta da Bula Bula (2005)
6. Stai così – 4:32 (Filippo Trojani; edizioni musicali GSU / RTI Music) – Tratta da Leggera (1997)
7. Amore (feat. Riccardo Cocciante) – 5:32 (testo: Maurizio Monti – musica: Riccardo Cocciante; edizioni musicali BMG Ariola / Delta Italiana) – Tratta da Canarino mannaro (1994)
8. Come gocce – 5:12 (Francesco Garzone, Luigi Pignalosa, Vincenzo Capasso; edizioni musicali GSU / RTI Music) – Tratta da Olio (1999)
9. Dio, come ti amo – 5:39 (Domenico Modugno; edizioni musicali Curci / Megao) – Tratta da Sconcerto (2001)
10. Torno venerdì – 5:21 (testo: Giorgio Calabrese, Massimiliano Pani – musica: Massimiliano Pani; edizioni musicali Unalira / Euroteam / GSU) – Tratta da Pappa di latte (1995)
11. 20 parole – 3:11 (Roberto Roversi, Alberto Ravasini; edizioni musicali GSU / One Cent) – Tratta da Bula Bula (2005)
12. La bacchetta magica – 3:58 (Maria Enrica Andolfi; edizioni musicali GSU / RTI Music) – Tratta da Cremona (1996)
13. Canto largo – 3:11 (testo: Samuele Cerri – musica: Massimiliano Pani; edizioni musicali GSU / RTI Music) – Tratta da Olio (1999)
14. D'amore non scrivo più – 3:59 (Mauro Santoro; edizioni musicali GSU) – Tratta da Veleno (2001)
15. Di vista – 4:31 (Tullio Pizzorno; edizioni musicali GSU) – Tratta da Pappa di latte (1995)
16. Na voce 'na chitarra (e 'o poco 'e luna) – 4:33 (testo: Ugo Calise – musica: Carlo Alberto Rossi; edizioni musicali Ariston) – Tratta da Canarino mannaro (1994)

## Classifiche
| Classifica (2006) | Posizione massima |
| ----------------- | ----------------- |
| Italia            | 29                |